# Juraj
Juraj je osobno ime. Dolazi iz grčkog jezika, od složenice γεωργός (geōrgos), "ratar", "zemljodjelac". Složenica je od dviju riječiju, ge (γῆ), "zemlja", "tlo" i ergon (ἔργον), "rad".
U Hrvatskoj ime Juraj je među 100 najčešćih imena.
Na hrvatskom odnosno u Hrvata ime se Juraj javlja u mnoštvu oblika:

- muško ime: Juraj, Jurica, Jure, Jurko, Juro, Jura, Juran, Juraš, Đuraš, Đuro, Đurko, Đurek, Đurica, Đurađ, Juroslav, Juriša, Juco, Zoran, Zorzi i dr.
- žensko ime: Đurđa, Đurđica, Jurjica, Jurka i dr.

## Poznate osobe
Juraj Dobrila bio je istaknuti biskup, tiskar i dobročinitelj iz Istre te preporoditelj istarskih Hrvata.

### Hrvatska mjesta
- Sveti Jure (Biokovo)
- Sveti Đurđ
- Sućuraj
- Kaštel-Sućurac
- Suđurađ
- Đurđevac
- Đurđenovac
- Juranšćina
- Jurandvor

### Na svjetskim jezicima
Varijante imena Juraj na svjetskim jezicima:
- albanski: Gjergj, Jorgo
- amharski: ጊዮርጊስ (Giorgis)
- aragonski: Chorche
- arapski: جرج (Jurj), جرجس (Jurjus), جورج (George), خضر (Khodor), Jirjis (جرجس), Jorj/Juurj (ﺟﻮﺭﺝ), Jórjus (ﺧﺿﺭ), KháDar (جرجس), Jórjius (جورجيوس)
- armenski: Գեվ (Gev), Գեվոր (Gevor), Գեվորգ (Gevorg), Գեւորգ (Kevork)
- asturski: Xurde
- baskijski: Gorka
- bjeloruski: Юры (Jury), Юрка (Jurka)
- bretonski: Jord, Jorj
- bugarski: Георги (Gеоrgi)
- češki: Jiří
- danski: Georg, Jørgen, Jørn
- engleski: George, Georgia (žensko)
- esperanto: Georgo
- estonski: Georg, Jüri
- ferojski: Jørundur
- finski: Yrjö, Yrjänä, Jori, Jyri, Jyrki
- francuski: Georges,
- galicijski: Xurxo
- grčki: Γιώργος (Giorgos, Yórgos, [ˈʝo̞.rɣo̞s̻]), Γεώργιος (Georgios), Γεωργία (Georgia)
- gruzijski: გიორგი (Giorgi), გიო (Gio)
- hebrejski: ג׳ורג׳
- irski: Seóirse
- islandski: Georg
- japanski: ゲオルギオス (Georugiosu), ゲオルギイ (Georugii), Jo-ji (ジョージ)
- katalonski: Jordi
- kineski: (Qiáozhù) 
pojednostavljeni: 乔治
tradicijski: 喬治
- korejski: 게오르기우스, 조지 (Joji)
- latinski: Georgius
- latvijski: Jurģis, Juris
- ligurski (romanski): Zorzo
- limburški: Joris
- litvanski: Jurgis, Jurga (žensko)
- mađarski: György
- makedonski: Ѓорѓи (Gjorgji), Ѓорѓе (Gjorgje), Ѓорѓија (Gjorgjija), Ѓоко (Gjoko), Gjorče
- malajalamski: ഗീവര്‍ഗീസ്  (Geevarghese)
- malajski: Jurjis
- malteški: Ġorġ, Ġorġa
- manski: Shorys
- mingrelski: გერგი
- monegaški: Giorgi
- nizozemski: Joris, Sjors,
- normandijski: George
- normanski: Jore
- norveški: Georg, Jørn, Ørjan, Jørgen
- novonorveški: Georg
- njemački: Georg, Gorch, Jörgen, Jörg, Jürgen/Jürg
- okcitanski: Jordi
- perzijski: جورج (Jorj)
- poljski: Jerzy
- portugalski: Jorge
- rumunjski: George (meka "g"), Gheorghe (tvrda "g")
- ruski: Георгий (Georgij), Юрий (Jurij), Егор (Jegor), Igor
- sicilijanski: Giorgiu
- srpski: Ђорђе (Đorđe), Ђурађ (Đurađ), Ђоко (Đoko), Ђока (Đoka), Георгије (Georgije)
- slovački: Juraj
- slovenski: Jurij, Jure
- škotski: Seòrsa, Seòras, Deòrsa, Deòrsag (žensko)
- škotski (germanski): George
- španjolski: Jorge
- švedski: Göran, Jörgen, Örjan, Jörn, Georg
- tagaloški: Jorge
- talijanski: Giorgio, Giorgetto, Zorzi, Giorgia (žensko)
- tigrinjski: Gergish
- turski: Yorgi
- ukrajinski: Юрко (Jurko), Юр (Jur), Юрій (Jurij), Георгій (Heorhij)
- velški (cimrički): Sior, Siôr, Siors, Siorus
- venecijanski: Zorzi
- vijetnamski: George
- volapük: Jüri
- zapadnofrizijski: Jurjen